# David Brekalo
David Brekalo, slovenski nogometaš, * 3. december 1998, Ljubljana.
Brekalo je profesionalni nogometaš, ki igra na položaju branilca. Od leta 2024 je član ameriškega kluba Orlando City in od leta 2022 tudi slovenske reprezentance. Pred tem je igral za slovenski Bravo, za katerega je v prvi slovenski ligi odigral 57 tekem in dosegel 16 golov, in norveški Viking. Bil je tudi član slovenske reprezentance do 18, 19 in 21 let.